# Capo d'Otranto
Capo d'Otranto o Punta Palascìa è il punto più orientale d'Italia; la punta, protesa nel Canale d'Otranto, si trova nel territorio comunale di Otranto, città salentina in provincia di Lecce, a 40° 06' 26" di latitudine nord e 18° 31' 14" di longitudine est, a 6 km dalla città e a 40 km da Lecce.

## Descrizione
Secondo alcune convenzioni nautiche questo luogo è il punto di separazione tra Mar Adriatico e Mar Ionio. Il luogo è anche sede della stazione meteorologica di Otranto-Punta Palascia, ufficialmente riconosciuta dall'Organizzazione Meteorologica Mondiale, attualmente di tipo automatico DCP.
Il faro ivi collocato, recentemente ristrutturato, è uno dei cinque fari del Mar Mediterraneo tutelati dalla Commissione europea. Costituisce spesso meta di turisti e curiosi, anche grazie alla tradizione che, annualmente, ogni notte di San Silvestro richiama una moltitudine di persone in attesa dell'alba del capodanno ai piedi del faro, trattandosi della prima alba del nuovo anno in Italia.

### Progetti unilaterali delle autorità militari
La Marina Militare Italiana, nel 2006, ha presentato al Comune di Otranto, per conoscenza e senza richiedere pareri o autorizzazioni, un progetto di ampliamento della base militare già presente sulla scogliera di Punta Palascìa.
Il progetto originario prevedeva una costruzione destinata ad alloggi per la Marina, due torri di cemento alte 11 metri una e 7 metri l'altra, un grande parcheggio per i mezzi della Marina e la ristrutturazione di un edificio già esistente.

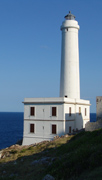
Il faro di Punta Palascìa

Ben presto è partita una mobilitazione popolare e si è costituito il comitato di coordinamento "Giù le mani da Punta Palascìa", con numerose associazioni e comitati cittadini locali, che organizza iniziative di sensibilizzazione e informazione e vigila sullo stato dei lavori, già iniziati per ciò che riguarda la ristrutturazione dell'esistente. Il comitato rivendica il fatto che Punta Palascìa appartiene al parco naturale regionale Costa Otranto-Santa Maria di Leuca e Bosco di Tricase (istituito dalla Regione Puglia nel 2006), e sarà presto incluso nel costituendo parco marino. Si tratterebbe, dunque, di un sito di interesse paesaggistico ai sensi dell'art. 142 del Decreto n. 42/2004 “Codice dei Beni Culturali e del Paesaggio”. La zona inoltre è classificata come Sito di importanza comunitaria (SIC), secondo la denominazione “Costa Otranto – S. Maria di Leuca”.

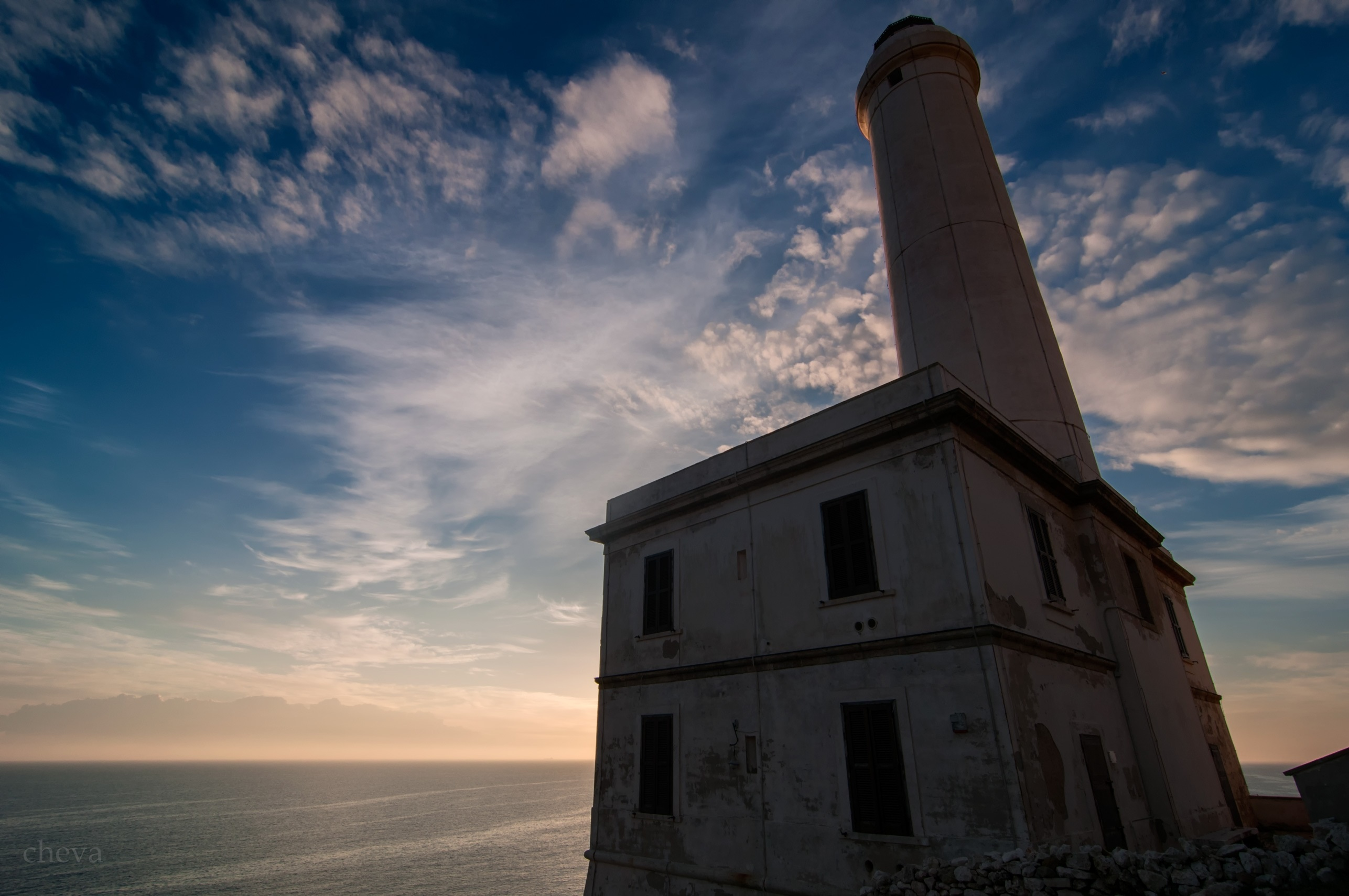
Faro della Palascia all'alba

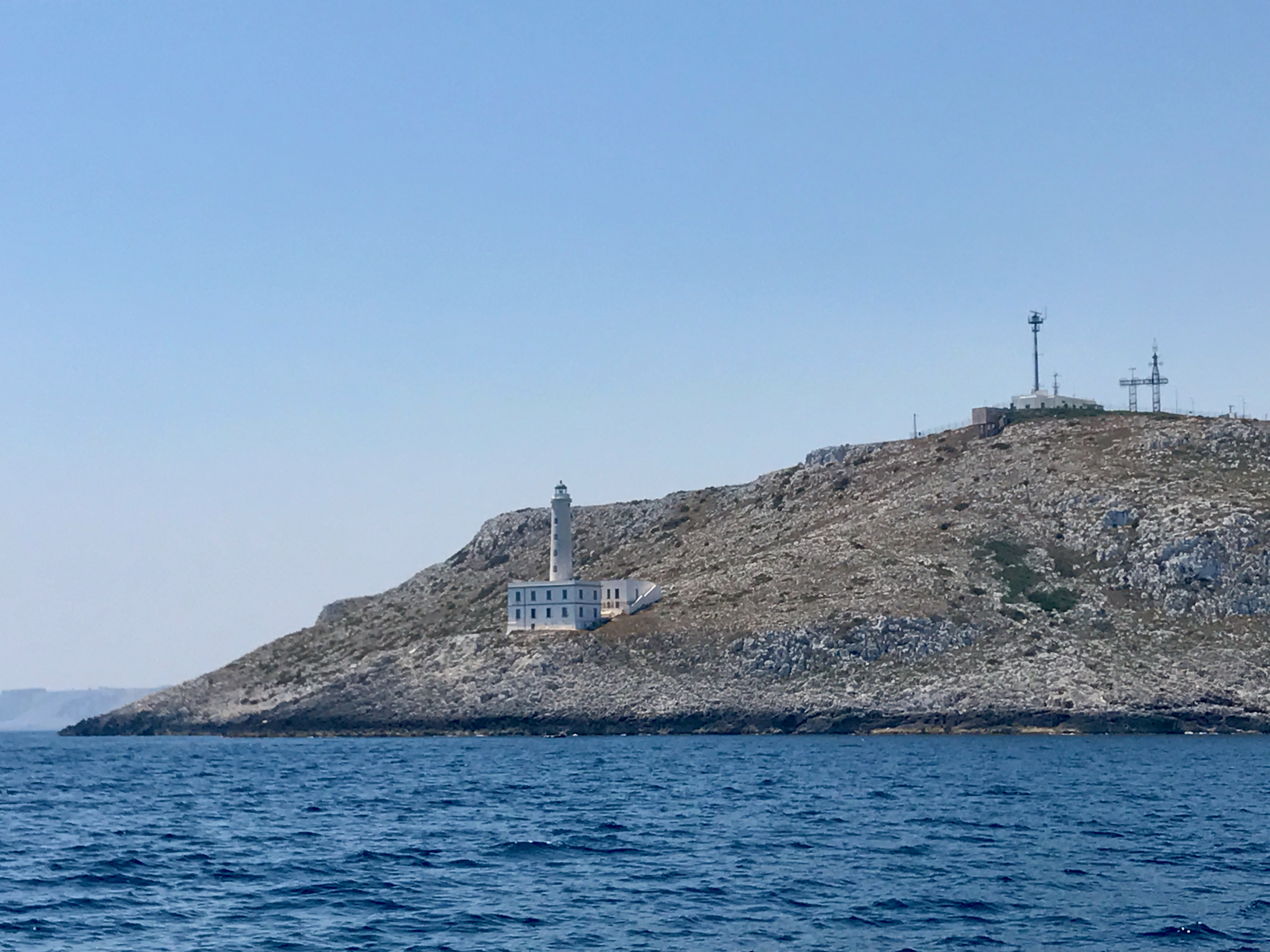
Il faro del Capo d'Otranto visto dal mare

Durante l'autunno del 2007 sono avvenuti diversi incontri tra le autorità locali (Comune di Otranto, Provincia di Lecce, Regione Puglia), le associazioni ambientaliste e i ministeri competenti, al fine di dirimere la questione. Al novembre 2007, nonostante il dialogo avviato tra questi interlocutori, si registra una proposta di modifica dell'intervento avanzata dal Ministero della Difesa, che tuttavia non risulta ancora compatibile con le istanze manifestate dalla comunità e dalle istituzioni locali. 
Il 26 febbraio 2008 è intervenuta la Regione Puglia (tramite l'Ufficio Parchi dell'Assessorato Regionale all'Ecologia), dichiarando che l'intervento è "incompatibile con le leggi della Regione", e che è in particolare in contrasto con l'art. 4 della legge regionale 30/06.
Il 29 settembre 2011 il TAR della Puglia, sezione di Lecce, depositava una sentenza di accoglimento del ricorso delle associazioni ambientaliste.